# 태평초등학교
태평초등학교는 대한민국 경기도 성남시 수정구에 있는 공립 초등학교이다.

## 학교 연혁
- 1983년 7월 21일 태평국민학교 설립 인가
- 1984년 3월 1일 개교(1-5학년 24학급 편성)
- 1984년 3월 1일 초대 이봉구 교장 부임
- 1985년 3월 5일 병설유치원 개원(1학급)
- 1985년 9월 10일 4교실 증축(4층 - 26실)
- 1986년 2월 17일 제1회 졸업식(239명)
- 1996년 3월 1일 태평초등학교로 교명 변경
- 2002년 3월 1일 교생실습학교로 지정(2년간)